# Contra la corriente (álbum de Noriega)
Contra la Corriente es un álbum recopilatorio presentado por el productor puertorriqueño Noriega. Fue publicado el 12 de octubre de 2004 a través del sello Flow Music, a cargo de DJ Nelson, quien aparece acreditado como productor ejecutivo.
Fue presentado como su primera producción solista, luego de colaborar con el dúo Luny Tunes en la compilación Mas flow el año previo.

## Lista de canciones
| N.º      | Título                                               | Productor(es)                            | Duración |  |
| 1.       | «Intro»                                              | Noriega                                  | 0:31     |  |
| 2.       | «Tócale bocina» (Alexis & Fido)                      | Noriega · DJ Nelson · DJ Sonic           | 3:11     |  |
| 3.       | «Te encontraré» (Tito el Bambino)                    | Noriega · Luny Tunes                     | 2:34     |  |
| 4.       | «No tengas miedo» (Zion & Lennox con Noriega)        | Noriega                                  | 2:57     |  |
| 5.       | «Quítate la ropa» (Tony Dize)                        | Noriega · Nely                           | 2:11     |  |
| 6.       | «Si te vas» (Kartier)                                | Noriega · Mambo Kingz                    | 3:33     |  |
| 7.       | «Yo tengo el control» (Cheka)                        | Noriega · DJ Nelson · Rafy Mercenario    | 3:13     |  |
| 8.       | «Linda estrella» (Baby Rasta)                        | Noriega                                  | 2:54     |  |
| 9.       | «Que daría yo» (Las Guanábanas)                      | Noriega                                  | 2:33     |  |
| 10.      | «Amiga no pienses» (Ivy Queen)                       | Noriega · DJ Nelson                      | 2:37     |  |
| 11.      | «Tú y yo nena» (John Eric)                           | Noriega                                  | 2:52     |  |
| 12.      | «Como lo bailas tú» (Mikey Perfecto)                 | Noriega                                  | 3:17     |  |
| 13.      | «Más fuerte» (Ángel & Khriz con Taina)               | Noriega · DJ Nelson · DJ Giann · Santana | 3:37     |  |
| 14.      | «Vámonos a toa» (Master Joe & O.G. Black)            | Noriega                                  | 3:21     |  |
| 15.      | «Ven y baila» (Valery)                               | Noriega                                  | 2:53     |  |
| 16.      | «Viento» (Ranking Stone)                             | Noriega                                  | 3:08     |  |
| 17.      | «Desespero» (Nashaly y Voltio)                       | Noriega                                  | 2:42     |  |
| 18.      | «Vuelve a mí» (Yaga & Mackie)                        | Noriega                                  | 3:11     |  |
| 19.      | «Suelta» (Johnny Prez)                               | Noriega                                  | 3:23     |  |
| 20.      | «Tú y yo» (Los Sabios)                               | Noriega                                  | 3:17     |  |
| 21.      | «Escápate conmigo» (Maicol & Manuel)                 | Noriega                                  | 2:49     |  |
| 22.      | «“Move” Dale mami» (Shaka & Waco)                    | Noriega                                  | 3:30     |  |
| 23.      | «Amiga no pienses (Marioso Salsa Remix)» (Ivy Queen) | Noriega · DJ Nelson · Luny Tunes         | 4:14     |  |
| 01:08:28 |                                                      |                                          |          |  |

## Posicionamiento en listas
| Listas (2004)                     | Mejor posición |
| --------------------------------- | -------------- |
| Estados Unidos (Top Latin Albums) | 36             |
| Estados Unidos (Tropical Albums)  | 8              |
| Estados Unidos (Reggae Albums)    | 7              |